# Youngstown, New York
Youngstown är en ort (village) i Niagara County i delstaten New York. Vid 2010 års folkräkning hade Youngstown 1 935 invånare.